# Zygmunt Błażowski
Zygmunt Błażowski herbu Sas – podwojewodzi podolski, burgrabia i podstarości kamieniecki, poborca podatkowy w województwie podolskim.
Poseł województwa podolskiego na sejm 1579/1580 roku, sejm 1581 roku, sejm 1589. Podpisał traktat bytomsko-będziński. Poseł województwa podolskiego na sejm 1597 roku, sejm 1598 roku.